# Liste der Monuments historiques in Ercé-en-Lamée
Die Liste der Monuments historiques in Ercé-en-Lamée führt die Monuments historiques in der französischen Gemeinde Ercé-en-Lamée auf.

## Liste der Objekte
| Bezeichnung | Beschreibung          | Standort                              | Kennzeichnung | Schutzstatus | Datum | Bild |
| ----------- | --------------------- | ------------------------------------- | ------------- | ------------ | ----- | ---- |
| Glocke      | Bronze, 1731 gegossen | in der Kirche St-Jean-Baptiste (Lage) | PM35000187    | Classé       | 1942  |      |